# 東光院 (川口市)
東光院（とうこういん）は、埼玉県川口市にある真言宗智山派の寺院。なお、当院の約3キロメートル北北東の同市安行原に、寺号が類似する東光寺がある。そちらの寺も真言宗智山派である。

## 歴史
創建年代は不明である。ただ当寺の墓地に「応安元年（1368年）」造立の沙弥聖政による板碑があり、その下から骨壺が出土したことから、この沙弥聖政を開山としている。その後、永峻によって中興された。
当院では、昭和時代の頃まで大般若経の転読会が行われていたが、現在は中絶している。
当院の境内は毛長川の自然堤防の上にあり、「東光院貝塚（江戸袋貝塚）」と呼ばれる貝塚がある。

## 交通アクセス
- 見沼代親水公園駅より徒歩21分。